# Märchenerzählungen (Schumann)

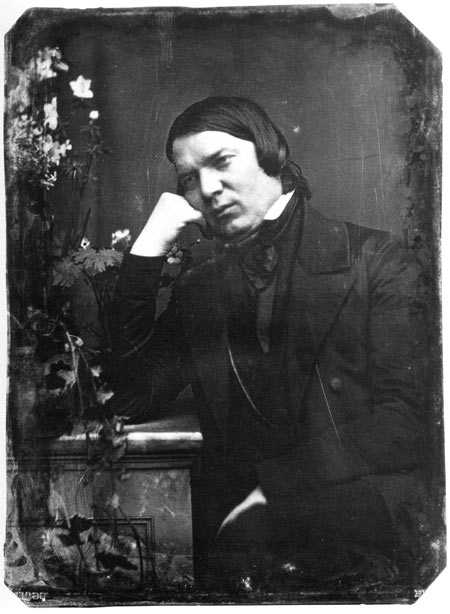
Robert Schumann

Les Märchenerzählungen für Klarinette (Violine ad libitum), Viola und Klavier op. 132 (Contes de fées, littéralement : Récits légendaires) sont une œuvre écrite par Robert Schumann entre le 9 et le 11 octobre 1853, pour un trio composé d'une clarinette en si bémol (violon ad libitum), alto et piano. Cette formation a été utilisée pour la première fois en 1786 par Wolfgang Amadeus Mozart dans son Trio Kegelstatt. Les différents mouvements des Märchenerzählungen sont reliés par un même leitmotiv. Le dédicataire du morceau est son élève Albert Dietrich. L'œuvre a été publiée en février 1854 par Breitkopf & Härtel.

## Structure
Le trio est composé de quatre mouvements :
1. Lebhaft, nicht zu schnell, à 
, en si bémol majeur
2. Lebhaft und sehr markiert, à 
, en sol mineur
3. Ruhiges Tempo, mit zartem Ausdruck, à 
, en sol majeur
4. Lebhaft, sehr markiert, à , en si bémol majeur

Durée : environ 16 minutes